# Acmispon subpinnatus
Acmispon subpinnatus là một loài thực vật có hoa trong họ Đậu. Loài này được (Lag.) D.D.Sokoloff mô tả khoa học đầu tiên.